# Pax engediensis
Pax engediensis is een spinnensoort in de taxonomische indeling van de mierenjagers (Zodariidae).
Het dier behoort tot het geslacht Pax. De wetenschappelijke naam van de soort werd voor het eerst geldig gepubliceerd in 1990 door Gershom Levy.